# خوليو ريكاردو كروز
خوليو ريكاردو كروز (Julio Ricardo Cruz؛ ولد في 10 أكتوبر 1974، في سانتياغو دل إستيرو) هو لاعب كرة قدم أرجنتيني لاعب حر في الوقت الحالي.

## سيرة
بدأ خوليو كروز مسيرته الكروية باللعب مع نادي أتليتيكو بانفيلد الأرجنتيني عام 1993 ثم انتقل إلى نادي ريفر بليت عام 1996. بعد عام ذهب إلى أوروبا للعب لصالح نادي فينورد الهولندي حتى عام 2000 حينما انتقل إلى الدوري الإيطالي الدرجة A مع نادي بولونيا. أحرز مع بولونيا 27 هدفاً في 88 مباراة لعبها حتى عام 2003. في ذلك العام انتقل إلى نادي إنتر ميلان. مع النادي لم يلعب كثيراً في التشكيلة الأساسية لكنه يستخدم غالباً كلاعب احتياطي، لذا فقد أحرز 12 هدفاً في أول موسمين له مع النادي.
كان هداف نادي إنتر ميلان في موسم 2005 - 2006 فقد أحرز 21 هدفاً في الدوري والكأس الإيطالي. مع منتخب الأرجنتين لكرة القدم شارك في بطولة كأس العالم لكرة القدم 2006.
صنفه كبار مهاجمين كرة القدم انه المهاجم العجيب,,,إذ انه لعب مع الانتر لمواسم كثيرة ولم يلعب وراءهـ صانع ألعاب جيد ومع ذلك كان يحرز الأهداف.والاغرب انه دائما ما كان يسجل امام الكبار دائما في ظل غياب تسجيل المهاجم زلاتان إبراهيموفيتش وكريسبو.
يعد كروز من الاعبين الاوفياء للنادي، إذ انه كان وفيا لنادي الانتر ولم ينتقل منه مع انه كان في دكة الاحتياط في أغلب الأوقات.
وأيضا يعد النجم كروز أفضل لاعب بديل في العالم. ونذكر مثلا الحادثة الشهيرة في ديربي ميلانو الكبير، حينما كان الانتر متأخرا بهدف النجم بيرلو، وبعد دخول النجم كروز في الشوط الثاني، وسجل الهدف الأول، فيما سجل الهدق الثاني مواطنه الأرجنتيني كامبياسو لينتهي اللقاء لصالح الانتر.

## روابط خارجية
- خوليو ريكاردو كروز على موقع الاتحاد الدولي (مؤرشف)  (الإنجليزية)
- خوليو ريكاردو كروز على موقع الاتحاد الأوربي (الإنجليزية)
- خوليو ريكاردو كروز على موقع قاعدة بيانات كرة القدم.إي يو (الإنجليزية)
- خوليو ريكاردو كروز على موقع ناشيونال فوتبول تيمز (الإنجليزية)
- خوليو ريكاردو كروز على موقع Soccerway.com (الإنجليزية)
- خوليو ريكاردو كروز على موقع عالم كرة القدم.نت (الإنجليزية)
- خوليو ريكاردو كروز على موقع كووورة